# 韋維傑萊托

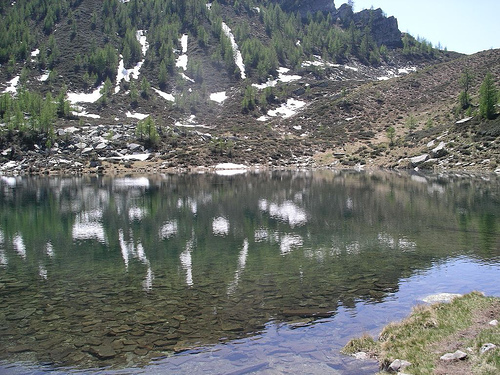

韋維傑萊托是瑞士的城鎮，位於該國南部，由提契諾州負責管轄，面積40.79平方公里，海拔高度906米，2011年人口57，九成人口信奉羅馬天主教，人口密度每平方公里1人。